# Bluegreen Vacations Duel
Het Bluegreen Vacations Duel, ook bekend onder eerdere namen, zijn twee kwalificatieraces uit de NASCAR Cup Series. De races worden gehouden in de week voorafgaand aan de Daytona 500 en vinden eveneens plaats op de Daytona International Speedway. In de perioden 1959 en 1981 tot 1985 werd er een derde race toegevoegd die evenwel korter was. In de periode 1959-1971 werden er tijdens de races punten verdiend voor het Grand National-kampioenschap, na die periode telden de races niet meer mee voor het kampioenschap en werden het alleen kwalificatieraces.
Vanaf 2005 werden de beide races gehouden over een afstand van 150 mijl of 240 km. Het deelnemersveld voor de Daytona 500 wordt opgedeeld in twee groepen die elk één kwalificatierace rijden. De twee rijders met de twee beste tijden vertrekken tijdens de Daytona 500 vanaf de eerste startrij, de rest van de startgrid wordt bepaald aan de hand van de plaats die de coureurs behaalden in de kwalificatieraces. Dale Earnhardt won tijdens zijn carrière twaalf keer een kwalificatierace en is daarmee recordhouder.

## Winnaars
| Jaar                                                        | Winnaar                         | Auto                            |
| 100 Mile Qualifying Races                                   | 100 Mile Qualifying Races       | 100 Mile Qualifying Races       |
| ----------------------------------------------------------- | ------------------------------- | ------------------------------- |
| 1959                                                        | Bob Welborn                     | Chevrolet                       |
| 1959                                                        | Shorty Rollins                  | Ford                            |
| 1959                                                        | Jack Smith                      | Chevrolet                       |
| 1960                                                        | Fireball Roberts                | Pontiac                         |
| 1960                                                        | Jack Smith                      | Pontiac                         |
| 1961                                                        | Fireball Roberts                | Pontiac                         |
| 1961                                                        | Joe Weatherly                   | Pontiac                         |
| 1962                                                        | Fireball Roberts                | Pontiac                         |
| 1962                                                        | Joe Weatherly                   | Pontiac                         |
| 1963                                                        | Junior Johnson                  | Chevrolet                       |
| 1963                                                        | Johnny Rutherford               | Chevrolet                       |
| 1964                                                        | Junior Johnson                  | Dodge                           |
| 1964                                                        | Bobby Isaac                     | Dodge                           |
| 1965                                                        | Darel Dieringer                 | Mercury                         |
| 1965                                                        | Junior Johnson                  | Ford                            |
| 1966                                                        | Paul Goldsmith                  | Plymouth                        |
| 1966                                                        | Earl Balmer                     | Dodge                           |
| 1967                                                        | LeeRoy Yarbrough                | Dodge                           |
| 1967                                                        | Fred Lorenzen                   | Ford                            |
| 1968                                                        | Races afgelast wegens regenweer | Races afgelast wegens regenweer |
| 125 Mile Qualifying Races                                   |                                 |                                 |
| 1969                                                        | David Pearson                   | Ford                            |
| 1969                                                        | Bobby Isaac                     | Dodge                           |
| 1970                                                        | Cale Yarborough                 | Mercury                         |
| 1970                                                        | Charlie Glotzbach               | Dodge                           |
| 1971                                                        | Pete Hamilton                   | Plymouth                        |
| 1971                                                        | David Pearson                   | Mercury                         |
| 1972                                                        | Bobby Isaac                     | Dodge                           |
| 1972                                                        | Bobby Allison                   | Chevrolet                       |
| 1973                                                        | Buddy Baker                     | Dodge                           |
| 1973                                                        | Coo Coo Marlin                  | Chevrolet                       |
| 1974                                                        | Bobby Isaac                     | Chevrolet                       |
| 1974                                                        | Cale Yarborough                 | Chevrolet                       |
| 1975                                                        | Bobby Allison                   | Matador                         |
| 1975                                                        | David Pearson                   | Mercury                         |
| 1976                                                        | Dave Marcis                     | Dodge                           |
| 1976                                                        | Darrell Waltrip                 | Chevrolet                       |
| 1977                                                        | Richard Petty                   | Dodge                           |
| 1977                                                        | Cale Yarborough                 | Chevrolet                       |
| 1978                                                        | A.J. Foyt                       | Buick                           |
| 1978                                                        | Darrell Waltrip                 | Chevrolet                       |
| 1979                                                        | Buddy Baker                     | Oldsmobile                      |
| 1979                                                        | Darrell Waltrip                 | Oldsmobile                      |
| 1980                                                        | Neil Bonnett                    | Mercury                         |
| 1980                                                        | Donnie Allison                  | Oldsmobile                      |
| UNO Twin 125 Mile Qualifiers & Daytona 500 Consolation Race |                                 |                                 |
| 1981                                                        | Bobby Allison                   | Pontiac                         |
| 1981                                                        | Darrell Waltrip                 | Buick                           |
| 1981                                                        | Lake Speed                      | Oldsmobile                      |
| 1982                                                        | Cale Yarborough                 | Buick                           |
| 1982                                                        | Buddy Baker                     | Buick                           |
| 1982                                                        | Tim Richmond                    | Ford                            |
| 1983                                                        | Dale Earnhardt                  | Ford                            |
| 1983                                                        | Neil Bonnett                    | Chevrolet                       |
| 1983                                                        | Blackie Wangerin                | Ford                            |
| 1984                                                        | Cale Yarborough                 | Chevrolet                       |
| 1984                                                        | Bobby Allison                   | Buick                           |
| 1984                                                        | Connie Saylor                   | Pontiac                         |
| 7-Eleven Twins & Daytona 500                                |                                 |                                 |
| 1985                                                        | Bill Elliott                    | Ford                            |
| 1985                                                        | Cale Yarborough                 | Ford                            |
| 1985                                                        | Randy LaJoie                    | Chevrolet                       |
| 1986                                                        | Bill Elliott                    | Ford                            |
| 1986                                                        | Dale Earnhardt                  | Chevrolet                       |
| 1987                                                        | Ken Schrader                    | Ford                            |
| 1987                                                        | Benny Parsons                   | Chevrolet                       |
| Twin 125 Qualifiers                                         |                                 |                                 |
| 1988                                                        | Bobby Allison                   | Buick                           |
| 1988                                                        | Darrell Waltrip                 | Chevrolet                       |
| 1989                                                        | Ken Schrader                    | Chevrolet                       |
| 1989                                                        | Terry Labonte                   | Ford                            |
| 1990                                                        | Geoff Bodine                    | Ford                            |
| 1990                                                        | Dale Earnhardt                  | Chevrolet                       |
| Gatorade Twin 125 Qualifiers                                |                                 |                                 |
| 1991                                                        | Davey Allison                   | Ford                            |
| 1991                                                        | Dale Earnhardt                  | Chevrolet                       |
| 1992                                                        | Dale Earnhardt                  | Chevrolet                       |
| 1992                                                        | Bill Elliott                    | Ford                            |
| 1993                                                        | Jeff Gordon                     | Chevrolet                       |
| 1993                                                        | Dale Earnhardt                  | Chevrolet                       |
| 1994                                                        | Ernie Irvan                     | Ford                            |
| 1994                                                        | Dale Earnhardt                  | Chevrolet                       |
| 1995                                                        | Sterling Marlin                 | Chevrolet                       |
| 1995                                                        | Dale Earnhardt                  | Chevrolet                       |
| 1996                                                        | Dale Earnhardt                  | Chevrolet                       |
| 1996                                                        | Ernie Irvan                     | Ford                            |
| 1997                                                        | Dale Jarrett                    | Ford                            |
| 1997                                                        | Dale Earnhardt                  | Chevrolet                       |
| 1998                                                        | Sterling Marlin                 | Chevrolet                       |
| 1998                                                        | Dale Earnhardt                  | Chevrolet                       |
| 1999                                                        | Bobby Labonte                   | Pontiac                         |
| 1999                                                        | Dale Earnhardt                  | Chevrolet                       |
| 2000                                                        | Bill Elliott                    | Ford                            |
| 2000                                                        | Ricky Rudd                      | Ford                            |
| 2001                                                        | Sterling Marlin                 | Dodge                           |
| 2001                                                        | Mike Skinner                    | Chevrolet                       |
| 2002                                                        | Jeff Gordon                     | Chevrolet                       |
| 2002                                                        | Michael Waltrip                 | Chevrolet                       |
| 2003                                                        | Robby Gordon                    | Chevrolet                       |
| 2003                                                        | Dale Earnhardt jr.              | Chevrolet                       |
| 2004                                                        | Dale Earnhardt jr.              | Chevrolet                       |
| 2004                                                        | Elliott Sadler                  | Ford                            |
| Gatorade Duel                                               |                                 |                                 |
| 2005                                                        | Michael Waltrip                 | Chevrolet                       |
| 2005                                                        | Tony Stewart                    | Chevrolet                       |
| 2006                                                        | Elliott Sadler                  | Ford                            |
| 2006                                                        | Jeff Gordon                     | Chevrolet                       |
| 2007                                                        | Tony Stewart                    | Chevrolet                       |
| 2007                                                        | Jeff Gordon                     | Chevrolet                       |
| 2008                                                        | Dale Earnhardt jr.              | Chevrolet                       |
| 2008                                                        | Denny Hamlin                    | Toyota                          |
| 2009                                                        | Jeff Gordon                     | Chevrolet                       |
| 2009                                                        | Kyle Busch                      | Toyota                          |
| 2010                                                        | Jimmie Johnson                  | Chevrolet                       |
| 2010                                                        | Kasey Kahne                     | Ford                            |
| 2011                                                        | Kurt Busch                      | Dodge                           |
| 2011                                                        | Jeff Burton                     | Chevrolet                       |
| 2012                                                        | Tony Stewart                    | Chevrolet                       |
| 2012                                                        | Matt Kenseth                    | Ford                            |
| Budweiser Duel                                              |                                 |                                 |
| 2013                                                        | Kevin Harvick                   | Chevrolet                       |
| 2013                                                        | Kyle Busch                      | Toyota                          |
| 2014                                                        | Matt Kenseth                    | Toyota                          |
| 2014                                                        | Denny Hamlin                    | Toyota                          |
| 2015                                                        | Dale Earnhardt jr.              | Chevrolet                       |
| 2015                                                        | Jimmie Johnson                  | Chevrolet                       |
| Can-Am Duel                                                 |                                 |                                 |
| 2016                                                        | Dale Earnhardt jr.              | Chevrolet                       |
| 2016                                                        | Kyle Busch                      | Toyota                          |
| 2017                                                        | Chase Elliott                   | Chevrolet                       |
| 2017                                                        | Denny Hamlin                    | Toyota                          |
| 2018                                                        | Ryan Blaney                     | Ford                            |
| 2018                                                        | Chase Elliott                   | Chevrolet                       |
| 2019                                                        | Kevin Harvick                   | Ford                            |
| 2019                                                        | Joey Logano                     | Ford                            |
| 2020                                                        | Joey Logano                     | Ford                            |
| 2020                                                        | William Byron                   | Chevrolet                       |
| 2021                                                        | Aric Almirola                   | Ford                            |
| 2021                                                        | Austin Dillon                   | Chevrolet                       |
| 2022                                                        | Brad Keselowski                 | Ford                            |
| 2022                                                        | Chris Buescher                  | Ford                            |
| 2023                                                        | Joey Logano                     | Ford                            |
| 2023                                                        | Aric Almirola                   | Ford                            |

Huidige races:
Can-Am Duel ·
Daytona 500 ·
Subway Fresh Fit 500 ·
Kobalt Tools 400 ·
Food City 500 ·
Auto Club 400 ·
STP Gas Booster 500 ·
NRA 500 ·
Aaron's 499 ·
Toyota Owners 400 ·
Bojangles' Southern 500 ·
FedEx 400 ·
Coca-Cola 600 ·
STP 400 ·
Pocono 400 ·
Quicken Loans 400 ·
Toyota/Save Mart 350 ·
Coke Zero 400 ·
Quaker State 400 ·
Camping World RV Sales 301 ·
Brickyard 400 ·
Gobowling.com 400 ·
Cheez-It 355 at The Glen ·
Pure Michigan 400 ·
Irwin Tools Night Race ·
AdvoCare 500 (Atlanta Motor Speedway) ·
Federated Auto Parts 400 ·
Geico 400 ·
Sylvania 300 ·
AAA 400 ·
Hollywood Casino 400 ·
Bank of America 500 ·
Camping World RV Sales 500 ·
Goody's Headache Relief Shot 500 ·
AAA Texas 500 ·
AdvoCare 500 (Phoenix International Raceway) ·
Ford EcoBoost 400

Voormalige races:

Buddy Shuman 276 ·
Budweiser 400 ·
Budweiser NASCAR 400 ·
Columbia 200 ·
Coors 420 ·
First Union 400 ·
Greenville 200 ·
Hickory 276 ·
Kobalt Tools 500 (Atlanta Motor Speedway) ·
Los Angeles Times 500 ·
Mountain Dew Southern 500 ·
Northern 300 ·
Pepsi 420 ·
Pepsi Max 400 ·
Pickens 200 ·
Pop Secret Microwave Popcorn 400 ·
Sandlapper 200 ·
Subway 400 ·
Tyson Holly Farms 400 ·
Winston Western 500